# TouchWiz

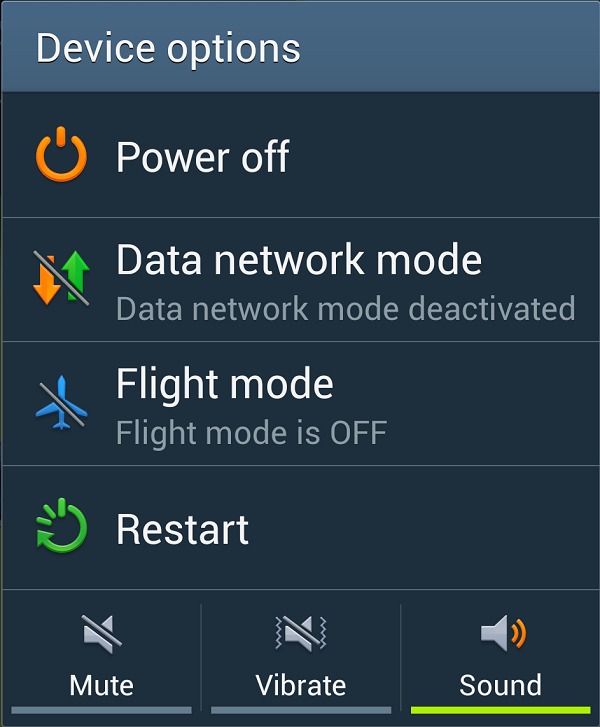
Geräteoptionen, 2013

TouchWiz ist eine Benutzeroberfläche, die von Samsung Electronics mit Partnern für hauseigene Smartphones entwickelt wurde. Es wird manchmal fälschlicherweise als Betriebssystem bezeichnet. TouchWiz wird intern von Samsung für anspruchsvolle Feature-Phones und Tablet-Computer verwendet und wird nicht an Dritthersteller lizenziert.
Die neueste Version von TouchWiz entspricht TouchWiz 6.0.
Neben Android-Smartphones und -Tablets läuft TouchWiz auch auf dem proprietären Samsung-Betriebssystem bada und Tizen OS.
TouchWiz wurde mit Android 7.0 Nougat in Samsung Experience umbenannt, seit dem 24. Dezember 2018 ist mit dem Nachfolger One UI eine neue Benutzeroberfläche für unterstützte Geräte verfügbar.

## Versionen

### TouchWiz 3.0 Lite (kompatibel mit Android 2.1 – Android 2.2) (2010)
TouchWiz 3.0 Lite ist die „einfache“ Version von TouchWiz 3.0. Das erste Gerät mit TouchWiz 3.0 Lite ist das Samsung Galaxy Proclaim.

### TouchWiz 3.0 (kompatibel mit Android 2.3 – Android 4.0) (2010)
Die originale Version von TouchWiz wurde mit dem Samsung Galaxy S eingeführt.

### TouchWiz 4.0 (kompatibel mit Android 2.3 – Android 4.0) (2011)
In der zweiten Version von TouchWiz wurde die Hardwarebeschleunigung verbessert. Das Samsung Galaxy S II ist das erste Gerät mit vorinstalliertem TouchWiz 4.0. Außerdem hat die Version die Option „Motion“, welche unter anderem das Zoomen mittels zweier Finger auf dem Display und dem gleichzeitigen Kippen des Geräts erlaubt. Diese Geste funktioniert im Webbrowser und in der Galerie des Geräts. „Panning“ erlaubt es dem User, die Elemente auf dem Homescreen mittels drücken, halten und gleichzeitigem Kippen zu bewegen. Diese Geste kann zusätzlich zum normalen drücken, halten und ziehen verwendet werden.
Vorinstallierte Apps (nur ausgewählte Geräte)
- Tagebuch
- Samsung Apps
- Voice Command
- Allshare Play
- Samsung Kies Air
- Samsung Social Hub
- Samsung Music Hub
- Samsung Readers Hub
- Samsung Game Hub

Vorinstallierte Apps (nur auf Samsung Galaxy Note Geräten)
- S Note

### TouchWiz Nature UX Lite (kompatibel mit Android 4.0) (2012)
Die Lite Version von der Nature UX von TouchWiz war die „einfache“ Version von der originalen TouchWiz Nature UX Oberfläche. Das erste Gerät mit TouchWiz Nature UX Lite war das Samsung Galaxy Tab 2 7.0.
Vorinstallierte Apps
- ChatON
- Samsung Apps
- S Voice (nur ausgewählte Geräte)
- Samsung Game Hub
- S Suggest

### TouchWiz Nature UX (kompatibel mit Android 4.0 – Android 4.1) (2012)
Die dritte Version von TouchWiz wurde in TouchWiz Nature UX umbenannt und das Aussehen wurde vollkommen neu gestaltet. Das Samsung Galaxy S III und das Samsung Galaxy Note 10.1 waren die ersten Geräte mit TouchWiz Nature UX. Die „Natur“-Version von TouchWiz ist „natürlicher“ als die vorherigen Versionen und enthält mehr interaktive Elemente wie den Wassertropfeneffekt im Lockscreen und neue Sounds. Um die Oberfläche abzurunden, wurde S Voice als Pendant zu Apples Siri eingeführt. S Voice kann acht Sprachen erkennen, darunter Englisch, Französisch und Koreanisch. Basierend auf Vlingo kann S Voice per Spracherkennung mehrere Funktionen ausführen, z. B. einen Song abspielen, einen Alarm einstellen und vieles mehr. Die Onlinesuche basiert auf Wolfram Alpha. Außerdem wurden mit der neuen Version von TouchWiz auf ausgewählten Geräten die smarte Augenerkennung „Smart Stay“ eingeführt. Sie erkennt die Augen mittels der vorderen Kamera und schaltet das Display so lange nicht aus.
Auf ausgewählten Geräten wie dem Samsung Galaxy S III und dem Samsung Galaxy Note II ist das Aufteilen des Bildschirmes zur gleichzeitigen Anzeige zweier Anwendungen möglich.
Vorinstallierte Apps (nur ausgewählte Geräte)
- ChatON
- Samsung Apps
- S Voice
- Samsung Game Hub
- Samsung Video Hub
- Samsung Social Hub
- AllShare Play
- Samsung Music Hub
- S Suggest
- S Memo

Vorinstallierte Apps (nur auf Samsung Galaxy Note Geräten)
- S Note

### TouchWiz Nature UX 2.0 (kompatibel mit Android 4.2) (2013)
Die vierte Version von TouchWiz ist immer noch auf der Grundlage der „Nature“ Version des S III, mit einigen leichten Designänderungen.
Das Samsung Galaxy S4 ist das erste Gerät mit vorinstallierten TouchWiz Nature UX 2.0. Noch mehr Eye-Tracking-Fähigkeiten wurden mit dem S4 wie Smart Scroll eingeführt.
Vorinstallierte Apps (nur ausgewählte Geräte)
- S Health
- Optical Reader
- Samsung Apps
- Samsung Hub
- ChatON
- Story Album
- Group Play
- Samsung Link
- Samsung WatchON
- S Translator
- S Voice
- Photo Suggest
- S Suggest
- S Memo

Vorinstallierte Apps (nur auf Samsung Galaxy Note Geräten)
- S Note

### TouchWiz Nature UX 2.5 (kompatibel mit Android 4.3 – Android 4.4) (2013)
TouchWiz Nature UX 2.5 ist leicht im Design geändert. Das Samsung Galaxy Note 3 und das Samsung Galaxy Note 10.1 2014 sind die ersten Geräte mit dem neuen TouchWiz, diese Version unterstützt jetzt vollständig die Samsung Knox Sicherheitsfunktion.
Vorinstallierte Apps (nur ausgewählte Geräte)
- S Health
- Samsung Apps
- Samsung Hub
- ChatON
- Story Album
- Group Play
- Samsung Link
- Samsung WatchON
- S Translator
- S Voice
- Samsung Knox
- Optical Reader
- Photo Suggest

Vorinstallierte Apps (nur auf Samsung Galaxy Note Geräten)
- S Note
- Action Memo
- Scrapbook
- S Finder

### TouchWiz Nature UX 3.0 (kompatibel mit Android 4.4 – Android 5.0) (2014)
TouchWiz Nature UX 3.0 ist auch wieder leicht im Design geändert. Das Samsung Galaxy S5 und das Samsung Galaxy Note Pro 12.2 sind die ersten Geräte mit der neuen TouchWiz Version.
Symbole im Einstellungsmenü befinden sich nun in farbigen Kreisen, und als Ansicht lassen sich „Rasteransicht“ (Voreinstellung), „Listenansicht“ und „Registerkartenansicht“ anwählen.

### TouchWiz Nature UX 3.5 (kompatibel mit Android 4.4.4 – Android 5.0.1) (2014)
Für das Samsung Galaxy Note 4 wurde eine leicht modifizierte Version von TouchWiz UX 3.0 veröffentlicht, auch bekannt als Nature UX 3.5.
Das Galaxy Note 4 und Galaxy Note Edge und die A-Serie waren die einzigen Geräte mit dieser Version von Android 4.4.4.
Ältere High-End-Geräte ab 2013 (Galaxy S4 und Note 3) erhielten diese modifizierte TouchWiz Version mit dem Update auf Android 5.0.1.

### TouchWiz Nature UX 5.0 (kompatibel mit Android 5.0 – Android 5.1.1) (2015)
Die TouchWiz Nature UX 5.0 wurde erstmals mit dem Galaxy S6/edge eingeführt und hat neue Icons sowie Farben bekommen.

### TouchWiz 6.0 (kompatibel mit Android 6.0 – Android 6.0.1) (2016)
TouchWiz 6.0 wurde auf dem Galaxy S6 ab Dezember 2015 zusammen mit Android Marshmallow für Mitglieder des Beta-Testprogramms ausgerollt. Ab Februar 2016 wurde anschließend mit der regulären Verbreitung auf Geräten wie dem Galaxy S6 oder dem Galaxy Note 5 in Form von Over-the-Air-Updates begonnen. Das Nachfolgergerät des Galaxy S6, nämlich das Galaxy S7, war anschließend das erste Smartphone aus der Samsung Galaxy S-Reihe, welches werksseitig mit Touchwiz 6.0 ausgeliefert wurde.
Die Veränderungen machen sich vor allem visuell bemerkbar, beispielsweise durch die abgeänderte Benachrichtigungsleiste oder den neuen App-Symbolen. Die Hauptakzentfarbe ist fortan weiß.
Zudem zeigte diese Oberfläche Verbesserungen in der Reaktionsgeschwindigkeit im Vergleich zu vorigen Versionen, was sich in Benchmarks zeigt.
Zu den vorinstallierten Apps zählt nun auch das Office-Paket von Microsoft.